# Chris Tucker
Chris Tucker (Atlanta, Georgia, 31. kolovoza 1971.), američki filmski glumac i stand-up komičar.
Najpoznatiji je po ulogama u filmu Gas do daske iz 1998. i njegovom tri godine kasnije snimljenom nastavku Gas do daske 2, u kojima je igrao glavnu ulogu uz Jackieja Chana. U ostale poznate filmove u kojima je glumio mogu se ubrojiti Miris love, Friday iz 1995. godine i Peti element iz 1997.

## Vanjske poveznice
- Chris Tucker (službene stranice) (engl.)
- Chris Tucker u internetskoj bazi filmova IMDb-u (engl.)